# Lionel Scaloni
Lionel Sebastián Scaloni (Rosario, 1978. május 16. –) argentin válogatott labdarúgó, világbajnok edző. Argentína szövetségi kapitánya.

## Sikerei, díjai
Deportivo
- Spanyol bajnok (1): 1999–00
- Spanyol kupagyőztes (1): 2001–02
- Spanyol szuperkupagyőztes (2): 2000, 2002

West Ham United
- Angol kupadöntős (1): 2006–07

Lazio
- Olasz szuperkupagyőztes (1): 2009

Argentína
- Ifjúsági világbajnok (1): 1997
- Copa America (1): 2021, 2024
- Világbajnok (1): 2022

## Statisztikája szövetségi kapitányként
2022. június 5-én lett frissítve.
| Csapat    | Nemzet   | –tól               | –ig       | Eredményességi mutató | Eredményességi mutató | Eredményességi mutató | Eredményességi mutató | Eredményességi mutató | Eredményességi mutató | Eredményességi mutató | Eredményességi mutató | Eredményességi mutató |
| M         | Gy       | D                  | V         | RG                    | KG                    | GK                    | GY%                   | Jegy.                 |                       |                       |                       |                       |
| --------- | -------- | ------------------ | --------- | --------------------- | --------------------- | --------------------- | --------------------- | --------------------- | --------------------- | --------------------- | --------------------- | --------------------- |
| Argentína | argentin | 2018. augusztus 3. | jelenlegi | 47                    | 31                    | 12                    | 4                     | 90                    | 26                    | +64                   | 65.96                 | [ 2 ] [ 3 ] [ 4 ]     |
| összesen  | összesen | összesen           | összesen  | 47                    | 31                    | 12                    | 4                     | 90                    | 26                    | +64                   | 65.96                 | —                     |